# Torneos WTA 125s en 2015
La WTA 125K serie es la secundaria de tenis profesional. Organizado por la Asociación de Tenis de Mujeres. El WTA 125K serie 2015 consta de seis torneos, cada uno con una bolsa de premios de 125.000 dólares. A partir de 2014, tanto el Suzhou, y Ningbo eventos cruzados, con Nanjing siendo reemplazado por torneos de Dalian y los nuevo eventos a partir del 2015 son en Carlsbad, Hua Hin. Los evento cancelado previamente en Raanana, Israel se restableció en 2015 también.

## Torneos
| Semana          | Torneo | Campeonas                                         | Subcampeonas                            | Semifinalistas                         | Cuartos de final                                                    |
| --------------- | --- | ------------------------------------------------- | --------------------------------------- | -------------------------------------- | ------------------------------------------------------------------- |
| 27 de julio     | Jiangxi International Women's Tennis Open Nanchang, China $125,000 - Dura - 32S/16Q/16D Cuadrado Individual - Cuadrado Dobles | Jelena Janković 6-3, 7-6(8-6)                     | Chang Kai-chen                          | Han Xinyun Lu Jiajing                  | Duan Yingying Liu Fangzhou Wang Yafan Han Na-lae                    |
| 27 de julio     | Jiangxi International Women's Tennis Open Nanchang, China $125,000 - Dura - 32S/16Q/16D Cuadrado Individual - Cuadrado Dobles | Chang Kai-chen Zheng Saisai 6-3, 4-6, [10-3]      | Chan Chin-wei Wang Yafan                | Han Xinyun Lu Jiajing                  | Duan Yingying Liu Fangzhou Wang Yafan Han Na-lae                    |
| 7 de septiembre | Dalian WTA 125K Dalian, China $125,000 - Dura - 32S/16Q/16D Cuadrado Individual - Cuadrado Dobles                             | Zheng Saisai 2–6, 6–1, 7–5                        | Julia Glushko                           | Wang Qiang Petra Martić                | Chang Kai-chen Liu Fangzhou Sara Sorribes Tormo Wang Yafan          |
| 7 de septiembre | Dalian WTA 125K Dalian, China $125,000 - Dura - 32S/16Q/16D Cuadrado Individual - Cuadrado Dobles                             | Zhang Kailin Zheng Saisai 6-3, 6-4                | Chan Chin-wei Darija Jurak              | Wang Qiang Petra Martić                | Chang Kai-chen Liu Fangzhou Sara Sorribes Tormo Wang Yafan          |
| 9 de noviembre  | Engie Open de Limoges Limoges, Francia $125,000 – Dura – 32S/16Q/8D Cuadrado Individual - Cuadrado Dobles                     | Caroline Garcia 6–1, 6–3                          | Louisa Chirico                          | Kateřina Siniaková Francesca Schiavone | Anna-Lena Friedsam Donna Vekić Kateryna Kozlova Margarita Gasparyan |
| 9 de noviembre  | Engie Open de Limoges Limoges, Francia $125,000 – Dura – 32S/16Q/8D Cuadrado Individual - Cuadrado Dobles                     | Barbora Krejčiková Mandy Minella 1-6, 7-5, [10-6] | Margarita Gasparyan Oksana Kalashnikova | Kateřina Siniaková Francesca Schiavone | Anna-Lena Friedsam Donna Vekić Kateryna Kozlova Margarita Gasparyan |
| 9 de noviembre  | Hua Hin Championships Hua Hin, Tailandia $125,000 – Dura – 32S/16Q/8D Cuadrado Individual - Cuadrado Dobles                   | Yaroslava Shvedova 6–4, 6–7(8-10), 6–4            | Naomi Osaka                             | Nao Hibino Wang Qiang                  | Liu Fangzhou Luksika Kumkhum Duan Yingying Hsieh Su-wei             |
| 9 de noviembre  | Hua Hin Championships Hua Hin, Tailandia $125,000 – Dura – 32S/16Q/8D Cuadrado Individual - Cuadrado Dobles                   | Liang Chen Wang Yafan 6-3, 6-4                    | Varatchaya Wongteanchai Yang Zhaoxuan   | Nao Hibino Wang Qiang                  | Liu Fangzhou Luksika Kumkhum Duan Yingying Hsieh Su-wei             |
| 16 de noviembre | OEC Taipei WTA Challenger Taipéi, Taiwán $125,000 – Carpet (i) – 32S/16Q/16D Cuadrado Individual - Cuadrado Dobles            | Tímea Babos 7–5, 6–3                              | Misaki Doi                              | Evgeniya Rodina Kirsten Flipkens       | Luksika Kumkhum Liu Chang Stefanie Voegele Yaroslava Shvedova       |
| 16 de noviembre | OEC Taipei WTA Challenger Taipéi, Taiwán $125,000 – Carpet (i) – 32S/16Q/16D Cuadrado Individual - Cuadrado Dobles            | Kanae Hisami Kotomi Takahata 6–1, 6–2             | Marina Melnikova Elise Mertens          | Evgeniya Rodina Kirsten Flipkens       | Luksika Kumkhum Liu Chang Stefanie Voegele Yaroslava Shvedova       |
| 23 de noviembre | Carlsbad Classic Carlsbad, Estados Unidos $125,000 - Dura - 32S/16Q/16D Cuadrado Individual - Cuadrado Dobles                 | Yanina Wickmayer 6–3, 7–6(7-4)                    | Nicole Gibbs                            | Maria Sakkari Jennifer Brady           | Catherine Bellis Samantha Crawford Marina Melnikova Tatjana Maria   |
| 23 de noviembre | Carlsbad Classic Carlsbad, Estados Unidos $125,000 - Dura - 32S/16Q/16D Cuadrado Individual - Cuadrado Dobles                 | Gabriela Cé Verónica Cepede Royg 1–6, 6–4, [10–8] | Oksana Kalashnikova Tatjana Maria       | Maria Sakkari Jennifer Brady           | Catherine Bellis Samantha Crawford Marina Melnikova Tatjana Maria   |

## Puntos de distribución
Los puntos se otorgan de la siguiente manera:
| Torneo Categoría | G   | F  | SF | CF | R16 | R32 | Q | Q1 | Q2 |
| ---------------- | --- | -- | -- | -- | --- | --- | - | -- | -- |
| Individual       | 160 | 95 | 57 | 29 | 15  | 1   | 6 | 4  | 1  |
| Dobles           | 160 | 95 | 57 | 29 | 1   | —   | — | —  | —  |

## Estadística
En los cuadros figuran el número de sencillos (S) y dobles (D) Títulos ganados por cada jugador y cada nación durante la temporada, dentro de todas las categorías del torneo de la WTA 2013 125s. Los jugadores / países sean ordenados por:
1) el número total de títulos (un título de dobles ganado por dos jugadores que representan a los condes misma nación que solo una victoria para la nación).
2) un sencillo> duplica jerarquía.
3) por orden alfabético (por los apellidos de los jugadores).
Para evitar la confusión y la doble contabilización, estas tablas deben actualizarse solo después de que un evento se haya completado.

### Títulos ganados por el jugadoras
| Total | Jugadoras            | S | D | S | D |
| ----- | -------------------- | - | - | - | - |
| 3     | Zheng Saisai         | ● | ● | 1 | 2 |
| 1     | Tímea Babos          | ● |   | 1 |   |
| 1     | Caroline Garcia      | ● |   | 1 |   |
| 1     | Jelena Janković      | ● |   | 1 |   |
| 1     | Yaroslava Shvedova   | ● |   | 1 |   |
| 1     | Yanina Wickmayer     | ● |   | 1 |   |
| 1     | Gabriela Cé          |   | ● |   | 1 |
| 1     | Verónica Cepede Royg |   | ● |   | 1 |
| 1     | Chang Kai-chen       |   | ● |   | 1 |
| 1     | Kanae Hisami         |   | ● |   | 1 |
| 1     | Barbora Krejčiková   |   | ● |   | 1 |
| 1     | Liang Chen           |   | ● |   | 1 |
| 1     | Mandy Minella        |   | ● |   | 1 |
| 1     | Kotomi Takahata      |   | ● |   | 1 |
| 1     | Wang Yafan           |   | ● |   | 1 |
| 1     | Zhang Kailin         |   | ● |   | 1 |

### Títulos ganados por país
| Total | Países          | S | D | S | D |
| ----- | --------------- | - | - | - | - |
| 6     | China           | ● | ● | 1 | 5 |
| 2     | Japón           |   | ● |   | 2 |
| 1     | Bélgica         | ● |   | 1 |   |
| 1     | Francia         | ● |   | 1 |   |
| 1     | Hungría         | ● |   | 1 |   |
| 1     | Kazajistán      | ● |   | 1 |   |
| 1     | Serbia          | ● |   | 1 |   |
| 1     | Brasil          |   | ● |   | 1 |
| 1     | China Taipéi    |   | ● |   | 1 |
| 1     | Luxemburgo      |   | ● |   | 1 |
| 1     | Paraguay        |   | ● |   | 1 |
| 1     | República Checa |   | ● |   | 1 |